# Róa
Róa (gestileerd als RÓA; [ˈrouːa]; Nederlands: Roeien) is een lied van het IJslandse elektronische muziekduo Væb. Het werd op 17 januari 2025 uitgebracht en geschreven door Gunnar Björn Gunnarsson, Hálfdán Helgi Matthíasson, Ingi Þór Garðarsson en Matthías Davíð Matthíasson. Het lied vertegenwoordigde IJsland op het Eurovisiesongfestival 2025 en eindigde in de finale op de 25e plaats. In eigen land behaalde het de eerste plaats in de hitlijsten.

## Ontvangst
Voorafgaand aan de IJslandse nationale selectie Söngvakeppnin 2025 meldde de IJslandse krant DV dat Róa beschuldigd werd van gelijkenissen met het lied Hatunat HaShana van de Israëlische zangers Itay Levi en Eyal Golan. Op TikTok verscheen vervolgens een video waarin de twee nummers met elkaar werden vergeleken. Het duo ontkende de aantijgingen, waarna de organisatie van Söngvakeppnin advies vroeg aan de IJslandse auteursrechtenvereniging STEF over de mate van gelijkenis tussen de nummers.
Na de overwinning van het lied in de nationale selectie stuurde Ofir Cohen, de schrijver van Hatunat HaShana, een verzoek naar de European Broadcasting Union om Róa te diskwalificeren. De EBU verwees Cohen echter terug naar de IJslandse omroep RÚV. RÚV concludeerde uiteindelijk dat er onvoldoende inhoudelijke gelijkenis was om van plagiaat te spreken.